# فلوتیکازون پروپیونات
فلوتیکازون پروپیونات (به انگلیسی: Fluticasone propionate) که با نام‌های تجاری فلوونت و فلوناز فروخته می‌شود، یک داروی استروئیدی است. فرم استنشاقی آن برای مدیریت طولانی مدت آسم و COPD استفاده می‌شود، و به شکل افشانه بینی برای تب یونجه و پولیپ بینی کاربرد دارد. همچنین می‌توان از آن برای درمان زخم‌های دهان استفاده کرد.
عوارض جانبی رایج هنگام استنشاق عبارتند از عفونت‌های دستگاه تنفسی فوقانی، سینوزیت، برفک دهان و سرفه. عوارض جانبی رایج هنگام استفاده به شکل افشانه بینی شامل خونریزی بینی و گلودرد است. این دارو با کاهش التهاب عمل می‌کند.
فلوتیکازون پروپیونات در سال ۱۹۸۰ ثبت اختراع شد و در سال ۱۹۹۰ برای استفاده پزشکی تأیید. این دارو به عنوان یک داروی ژنریک در دسترس است. در سال ۲۰۱۷، فلوتیکازون با بیش از ۳۲ میلیون نسخه (در مقایسه با رتبه شانزدهم با ۲۹ میلیون نسخه در سال ۲۰۱۶) پانزدهمین داروی رایج تجویز شده در ایالات متحده بود.

## تداخلات
فلوتیکازون پروپیونات توسط CYP3A4 (سیتوکروم P450 3A4) تجزیه می‌شود و مشخص شده‌است که با مهارکننده‌های قوی CYP3A4 مانند ریتوناویر و کتوکونازول تداخل دارد.
ریتوناویر یک داروی رایج در درمان HIV است. مصرف همزمان ریتوناویر و فلوتیکازون ممکن است باعث افزایش سطح فلوتیکازون در بدن شود که ممکن است منجر به سندرم کوشینگ و نارسایی غدد فوق کلیوی شود.
کتوکونازول، که یک یک ضد قارچ است، نیز غلظت فلوتیکازون را افزایش می‌دهد که منجر به عوارض جانبی سیستمی کورتیکواستروئید می‌شود.

## همچنین ببینید
- فلوتیکازون